# Arthur Cayley
Arthur Cayley (Richmond, Reino Unido, 16 de agosto de 1821 - Cambridge, 26 de enero de 1895) fue un matemático británico. Es uno de los fundadores de la escuela británica moderna de matemáticas puras.

## Semblanza
Además de su predilección por las matemáticas, también era un ávido lector de novelas, le gustaba pintar, sentía pasión por la botánica y por la naturaleza en general, y era aficionado al alpinismo.
Se educó en el Trinity College de Cambridge. Estudió durante algún tiempo la carrera de leyes con lo que trabajó de abogado durante 14 años, a la vez que publicaba un gran número de artículos. Luego pasó a ser profesor en Cambridge. Fue el primero que introdujo la multiplicación de las matrices. Es el autor del teorema de Cayley-Hamilton que dice que cualquier matriz cuadrada es solución de su polinomio característico.
Dio la primera definición moderna de la noción de grupo.
En combinatoria, su nombre está unido a la fórmula {\displaystyle n^{n-2}} que cuenta los posibles árboles generadores con nodos etiquetados de orden n.
Se llama a veces octavas de Cayley o números de Cayley a los octoniones.
Fue un matemático con aportaciones a amplias áreas de la matemática. En 1889, Cambridge University Press le pidió que preparara sus artículos matemáticos en forma de colección. Siete volúmenes aparecieron con Cayley como editor, pero tras su fallecimiento, el resto de artículos  fue editado por Andrew Forsyth, su sucesor en la cátedra de Cambridge.  En total los "Collected Mathematical Papers"  comprenden trece grandes volúmenes que contienen 967 artículos.

## Reconocimientos
- Miembro de la Royal Society
- Royal Medal en 1859
- Medalla Copley en 1882
- El cráter lunar Cayley lleva este nombre en su honor.

## Nociones que llevan su nombre
- Grafo de Cayley
- Teorema de Cayley-Hamilton
- Teorema de Cayley para Pfaffianos
- Notacion de transposiciones de Cayley
- Teorema de Cayley-Bacharach
- Construcción de Cayley-Dickson
- Determinantes de Cayley-Menger